# 比利亚尔瓦德瓜尔多
比利亚尔瓦德瓜尔多，是西班牙卡斯蒂利亚-莱昂帕伦西亚省的一个市镇。 总面积34平方公里，总人口231人（2001年），人口密度7人/平方公里。